# Reformierte Kirche Greifensee

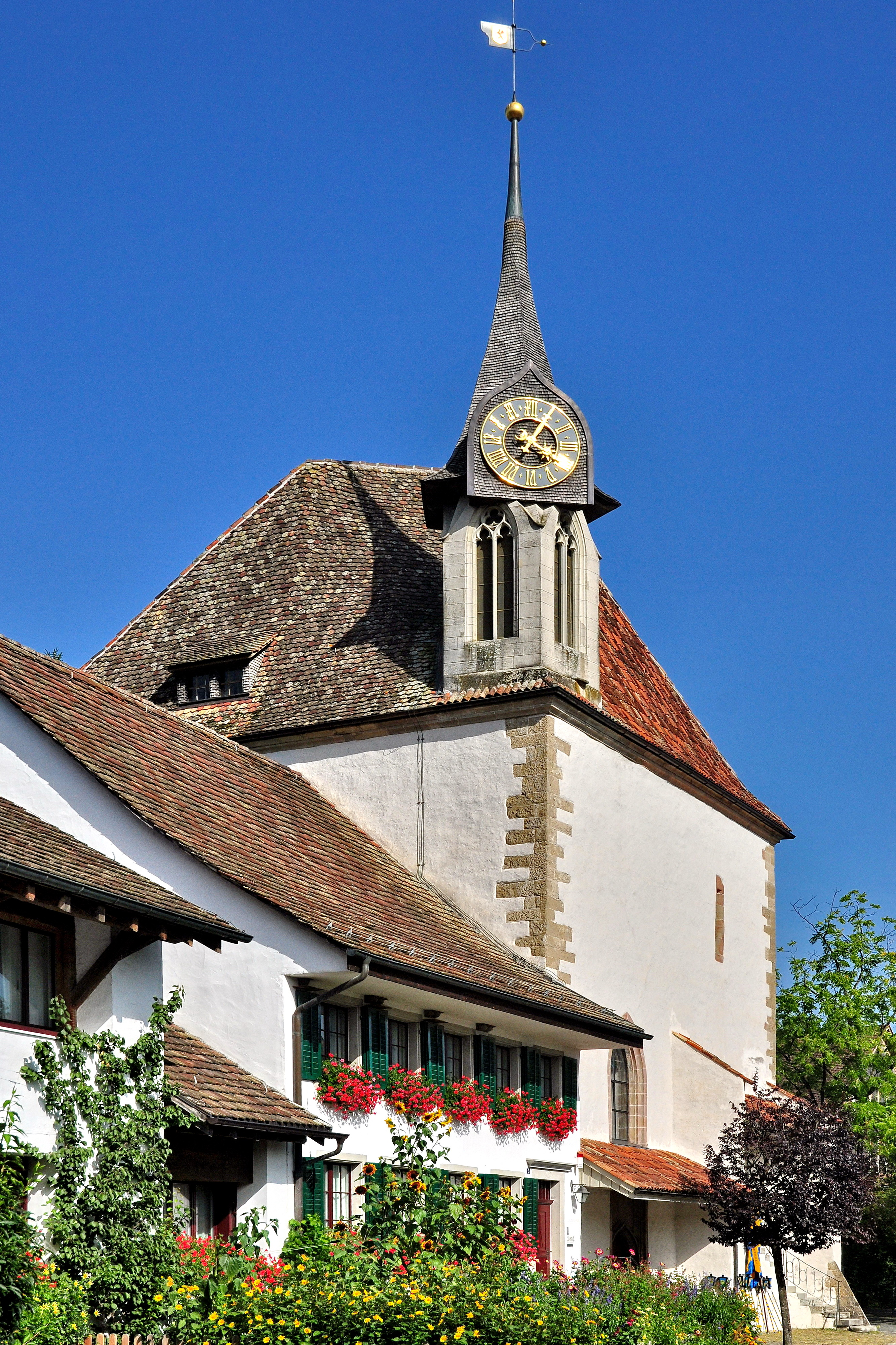
Reformierte Kirche Greifensee

Die reformierte Kirche Greifensee, auch St. Gallus-Kapelle, ist eine gotische Kleinstadtkirche mit dem ungewöhnlichen Grundriss eines Viertelkreises und steht unter Denkmalschutz.
Ihren Grundriss erhielt die 1344 errichtete Wehrkirche aufgrund des Einbezugs in die Stadtmauer.
Die Fassade wird durch ein Spitztürmchen mit Turmuhr dominiert. Der Innenraum verfügt über einen einzigen Mittelpfeiler, der sich zu einem Sterngewölbe mit prachtvollen Schlusssteinen entfaltet. Die hölzerne Empore stammt aus dem Jahr 1638, der Taufstein aus dem Jahr 1603 und die Kanzel im Rokoko-Stil aus dem Jahr 1780. An den Innenwänden sind Bibelsprüche aufgemalt.
Die Orgel wurde 1979 von Orgelbau Kuhn mit 12 Registern erbaut.

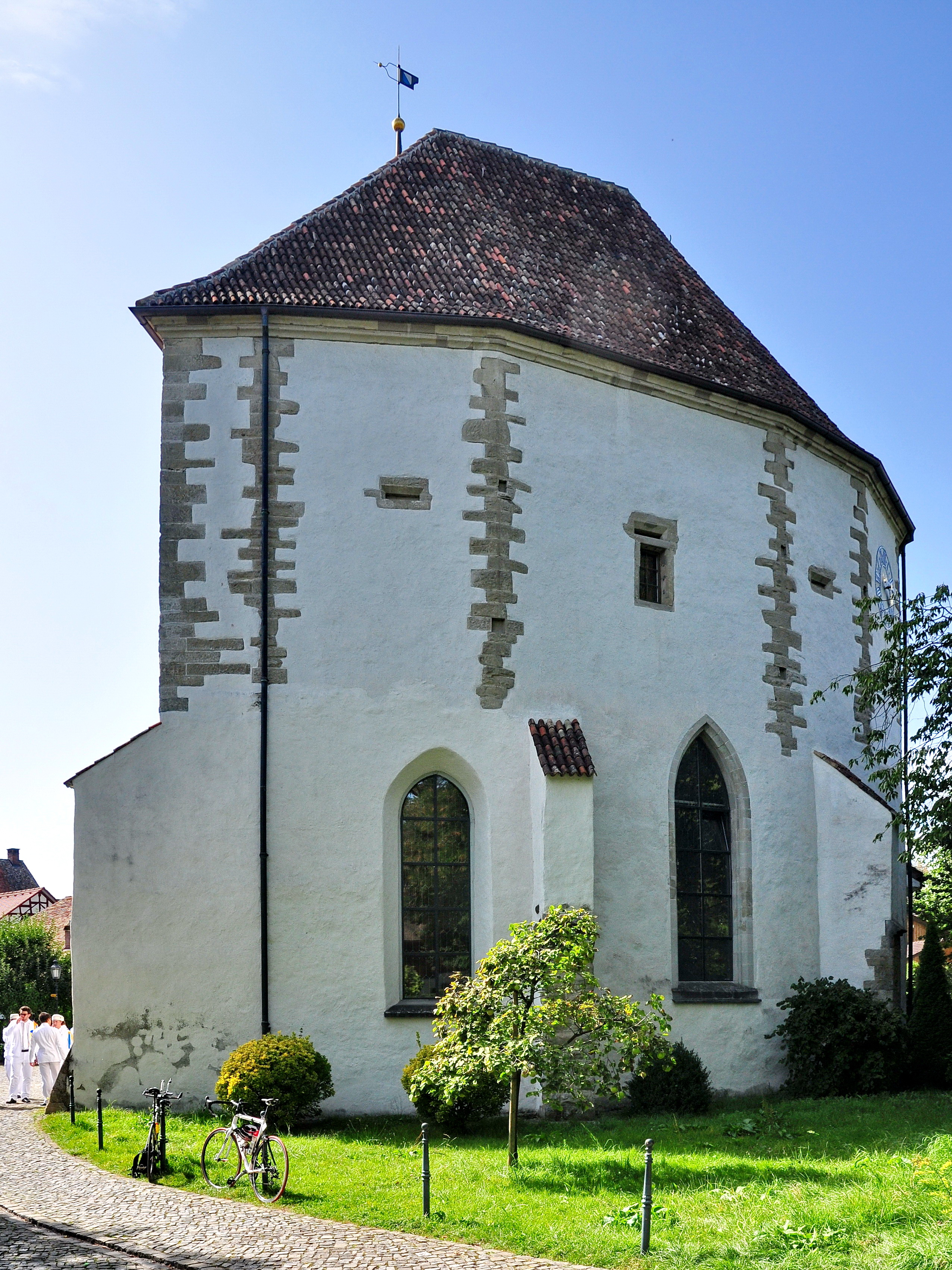
Fassade, Teil der ehemaligen Stadtmauer
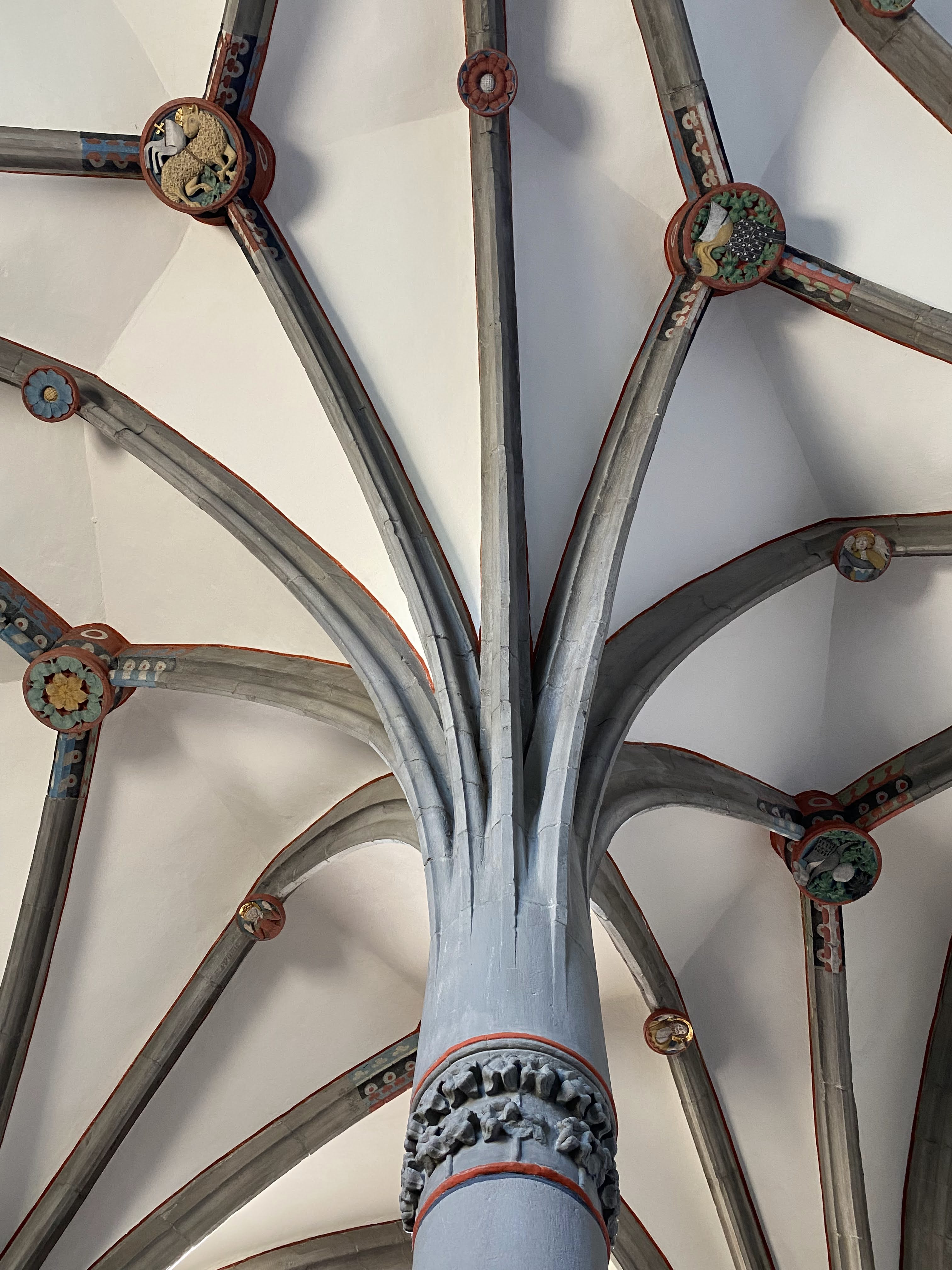
Schlusssteine
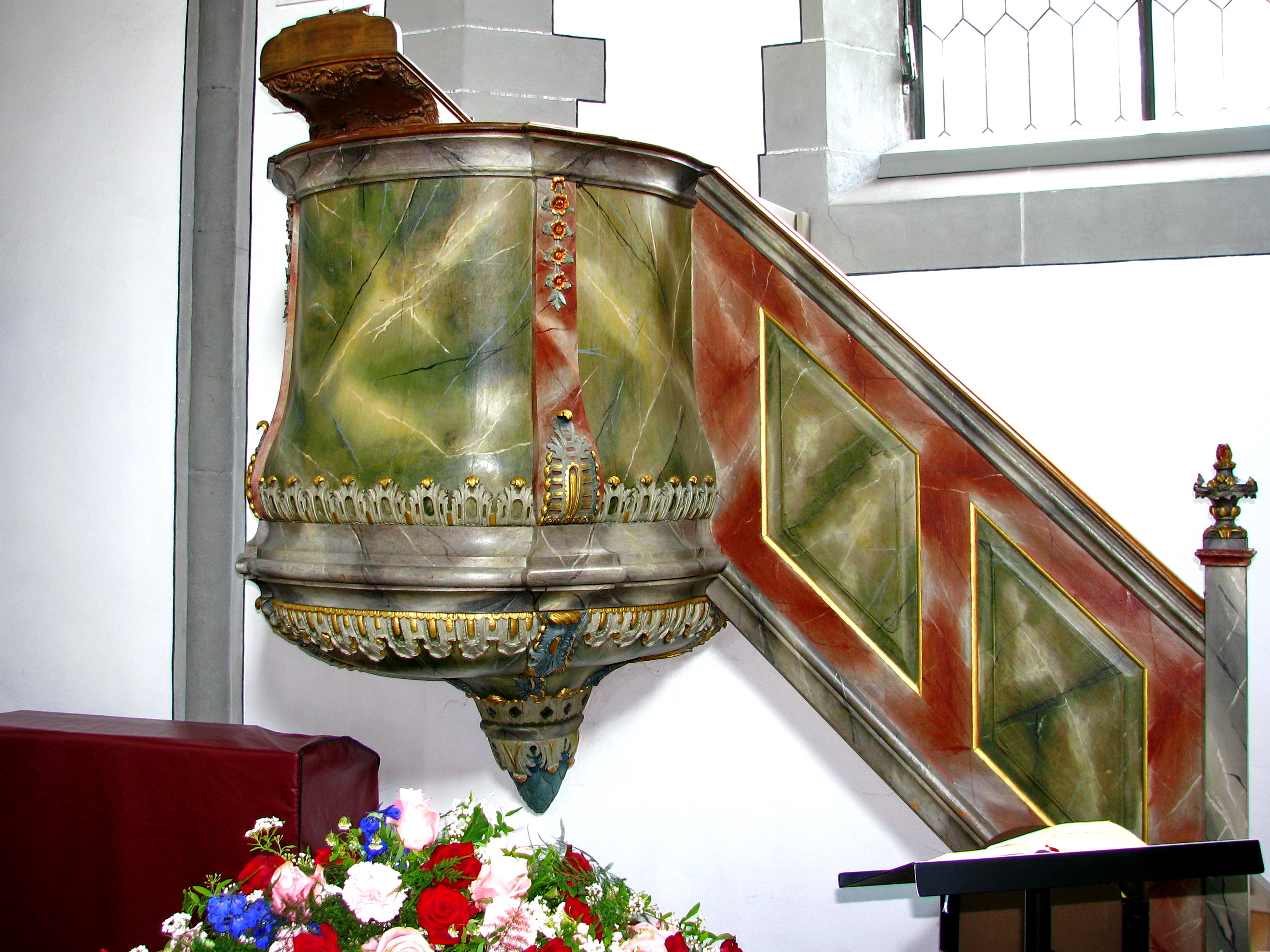
Kanzel